# 卷杀

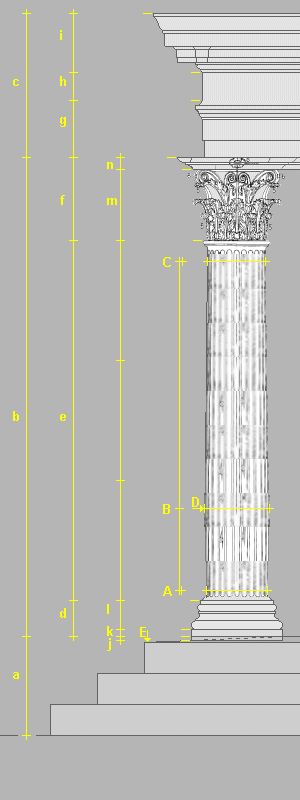

卷杀（或称收分曲线）为建筑学术语，指建筑构造中，出于美学上的考量而对柱、梁、枋、斗拱、椽子等构件从底端起的某一比例起始砍削出缓和的曲线或折线至顶端，使构件外形显得丰满柔和的处理手法。
世界歷史上，卷杀最早出向在古埃及的神廟建築中。其最负盛名的应用是在古希腊和古罗马神庙建筑的建设。但是在古希腊的应用中，底端的处理不似古罗马那样砍削而使整个柱子呈雪茄状。中國宋朝的《營造法式》中則列出兩种標準柱型：垂直型，或在柱子最上1/3段運用卷杀。歐洲文藝復興時代的帕拉弟奥式建築也運用卷杀。美洲印加帝國的大型建築中也運用卷杀。